# 二宮書店
株式会社二宮書店（にのみやしょてん）は、地理学に特化した日本の出版社である。

## 会社概要
戦後間もなく創業し、青野壽郎、尾留川正平という2名の地理学者を執筆陣に擁する地理教科書の刊行により地理関連の書籍に特化した出版社としての地位を固めた。当初は赤十字やキリスト教関連の書籍も刊行し、日本史や現代社会の教科書を発行していた時期もあったが、現在は地理に関連した書籍が大半を占めている。
1967年から1980年にかけては、青野・尾留川を中心として460名の地理学者による大型地誌叢書『日本地誌』（日本地誌研究所、全21巻）を刊行した。
高等学校・地理歴史科用として一定のシェアを維持している検定教科書や地図帳、統計・各国要覧「データブック オブ・ザ・ワールド」などが知られている。
教科書の会社番号は130で、二宮と略される。2022年4月，山川出版社ビル内に本社が移転した。
歴史学分野に強い山川出版社とは2016年から業務提携関係にあったが、2025年4月1日をもって山川出版社と経営統合し、新たに山川出版社となった。

## 取扱商品
- 高等学校向け教育教材
  - 学校教科書
    - 地理総合…『地理総合』『わたしたちの地理総合』
    - 地理探究…『地理探究』
    - 地理A…『よくわかる地理A』『高校生の新地理A』
    - 地理B…『詳解地理B』『詳説新地理B』

  - 地図帳…『基本地図帳』『高等地図帳』『詳解現代地図 最新版』『コンパクト地図帳』...一般向けに装丁を改めた市販版も発行
  - 副教材…教科書準拠版ワークブック、白地図、問題集、『アトラスワークブック』
  - 統計書籍…『データブック オブ・ザ・ワールド』『地理統計要覧』
- 辞典類
  - 地理学辞典、地形学辞典、気候学・気象学辞典、地理小辞典
- 叢書
  - ラテンアメリカ（全3巻）
  - 南アジアの国土と経済（全4巻）
  - 日本地誌（全21巻）
  - めぐろシティカレッジ叢書（全10巻）
  - 日本の気候（全2巻）
- 単行本
  - ヨーロッパ〜文化地域の形成と構造〜
  - フランス文化の歴史地理学
  - 激動するスロヴァキアと日本
  - ヨーロッパ統合時代のアルザスとロレーヌ
  - 変動するフィリピン
  - 極圏・雪氷圏と地球環境